# John Aldridge
John William Aldridge, född 18 september 1958 i Liverpool, England, är en irländsk före detta professionell fotbollsspelare (anfallare) och tränare. Mellan 1986 och 1996 spelade han 69 matcher och gjorde 19 mål för det irländska landslaget och representerade landet i EM 1988, VM 1990 och VM 1994. 
Aldridge inledde sin professionella fotbollskarriär i Newport County 1979 och representerade sedan Oxford United, Liverpool, Real Sociedad och Tranmere Rovers innan han slutade sin spelarkarriär 1998. Han hade då spelat 672 ligamatcher och på dessa gjort 362 mål. Trots att han bara spelade i Liverpool mellan 1987 och 1989 var det här han nådde sina största framgångar med ett ligaguld och en seger i FA-cupen samt två andraplatser i ligan och finalförluster i FA-cupen och Ligacupen. När man på Liverpools officiella webbplats med hjälp av klubbens supportrar 2006 sammanställde listan "100 Players Who Shook The Kop", en lista över de 100 spelare som gjort störst avtryck på supportrarna, hamnade Aldridge på plats 26.
Aldridge var tränare i Tranmere Rovers mellan 1996 och 2001 och ledde laget till final i Ligacupen 2000 men förlorade mot Leicester City.